# Alice Thomas Ellis
Pour les articles homonymes, voir Ellis.
 (octobre 2017).
Si vous disposez d'ouvrages ou d'articles de référence ou si vous connaissez des sites web de qualité traitant du thème abordé ici, merci de compléter l'article en donnant les références utiles à sa vérifiabilité et en les liant à la section « Notes et références ».
Alice Thomas Ellis, née Anna Margaret Lindholn le 9 septembre 1932 à Liverpool au Royaume-Uni et décédée le 8 mars 2005 d'un cancer du poumon, est une écrivaine britannique.

## Biographie
Alice Thomas Ellis se marie à Sir Colin Haycraft, célèbre éditorialiste britannique et frère de Sir John Haycraft (en), fondateur d'International House World Organisation (en).

## Publications
- Série La trilogie du jardin d'hiver

1. Les habits neufs de Margaret  (The Clothes in the Wardrobe, 1987)
2. Les Ivresses de madame Monro (The Skeleton in the Cupboard, 1988)
3. Les Égarements de Lili (The Fly in the Ointment, 1990)

- Les Oiseaux du ciel
- Un rideau de flammes